# Saatse-støvlen
Saatse-støvlen (estisk: Saatse saabas) er et russisk område på 115 ha, som strækker sig over vej nummer 178 mellem de estiske byer Lutepää og Sesniki (beliggende mellem de større byer Värska og Saatse) i regionen Põlvamaa. Områdets afgrænsning minder om en støvle, hvilket har givet navn til området.
Det er værd at bemærke at til for nylig betød denne grænsedragning at de estiske byer Sesniki, Ulitina og Saatse var eksklaver som kun kunne nåes ved at begive sig 900 meter igennem russisk territorum. Rusland kræver dog ingen visum eller andre tilladelser for at køre igennem området, men det er dog ikke tilladt at passere de 900 meter til fods eller at standse sin bil på russisk territorium. Folk som standser deres køretøjer af alle årsager kan risikere at blive arresteret og efterfølgende løsladt efter afhøring og betaling af bøder. Vejen er en grusvej som Rusland lader Estland vedligeholde, men ikke opgradere. Estland har ønsket at asfaltere vejen og grave grøfter langs vejens sider, hvilket de russiske myndigheder hidtil ikke har tilladt.

## Baggrund
Den nuværende estisk-russiske grænse i Setumaa blev etableret i 1944, hvor størstedelen af det estiske område Petserimaa blev overført til det russiske SFSR. Under Sovjet-tiden var det blot en administrativ grænse mellem den estiske SSR og russiske SFSR. Estland blev selvstændigt igen i 1991 og siden da har man fra estisk side anset grænsedragningen fra 1920 som den eneste lovlige. Derfor er der i estisk opfattelse ikke tale om en landegrænse, men derimod en "kontrollinje". Grunden til den skæve grænsedragning er et lille landområde der historisk set har været ejet af en gård i den russiske landsby Gorodísjtje (russisk: Городи́ще) to kilometer mod øst.

## Fremtid
Ifølge den nye estisk-russiske grænsetraktakt skal støvlen rettes ud og dermed forsvinde. Støvlens område vil blive overført til Estland mod en overførsel af to andre områder i Värska og Meremäe. Traktaten blev underskrevet i 2005 af landenes udenrigsministre, men Rusland trak sin underskrift tilbage i 2013 da man var utilfreds med at det estiske parlament vedtog et præambel som tog forbehold for igen at fremlægge territoriale krav på de historiske områder i Petjorskij rajon og på østsiden af floden Narva inklusiv Ivangorod som var en del af Estland fra 1920 og frem til 1945. Nye forhandlinger har siden løst dette problem men de to landes parlamenter har endnu ikke ratificeret aftalen.
Den 22. maj 2024 offentliggjorde indenrigsminister Lauri Läänemets en beslutning om at bygge et grænsehegn og en ny omkørselsvej omkring Saatse-støvlen.